# Olivia-Diana Morar
Olivia-Diana Morar (n. 15 aprilie 1979, Salva, România) este un deputat român, ales în 2020 din partea PNL. 